# 637 Chrysothemis
637 Chrysothemis
637 Chrysothemis là một tiểu hành tinh ở vành đai chính, thuộc nhóm tiểu hành tinh Themis. Nó được xếp loại tiểu hành tinh kiểu C, có bề mặt tối và thành phần cấu tạo dường như bằng vật liệu cacbonat.
Tiểu hành tinh này do Joel Hastings Metcalf phát hiện ngày 11.3.1907 ở Taunton, Massachusetts (Hoa Kỳ), và được đặt theo tên Chrysothemis trong thần thoại Hy Lạp, con gái của Agamemnon và Clytemnestra trong vở bi kịch Electra của Sophocles